# Dhunche
Dhunche (nep. धुन्चे, trl. Dhunce, trb. Dhunće) – gaun wikas samiti w środkowej części Nepalu w strefie Bagmati w dystrykcie Rasuwa. Według nepalskiego spisu powszechnego z 2001 roku liczył on 574 gospodarstw domowych i 2330 mieszkańców (1015 kobiet i 1315 mężczyzn).